# Paramimistena gracilicornis
Paramimistena gracilicornis är en skalbaggsart som beskrevs av Holzschuh 1999. Paramimistena gracilicornis ingår i släktet Paramimistena och familjen långhorningar.
Artens utbredningsområde är Nepal. Inga underarter finns listade i Catalogue of Life.